# Freelove
Freelove è un singolo del gruppo musicale Depeche Mode, pubblicato il 5 novembre 2001 come terzo estratto dal decimo album in studio Exciter.

## Video musicale
Il video è stato diretto da John Hillcoat e vede il trio cantare su un rimorchio trainato da un Pick-Up per attirare l'attenzione della gente degli stati Sudisti degli USA. Alcune persone salgono e ballano sul rimorchio e si siedono sul trono posto sul mezzo. Alla fine del video la gente scende dal rimorchio, due innamorati si baciano e si abbracciano, la gente sparisce e il pick-up forma un cerchio intorno ai due.

## Tracce
Testi e musiche di Martin L. Gore.
CD (Australia, Europa)
1. Freelove (Flood Mix) – 4:02
2. Zenstation – 6:27
3. Zenstation (Atom's Stereonerd Remix) – 5:39

CD maxi (Regno Unito)
1. Freelove (Bertrand Burgalat Version) – 5:30
2. Freelove (Schlammpeitziger "Little Rocking Suction Pump Version") – 6:53
3. Freelove (DJ Muggs Remix) – 4:28

CD (Stati Uniti)
1. Freelove (Flood Mix) – 3:59
2. Freelove (DJ Muggs Remix) – 4:24
3. Zenstation – 6:24
4. Freelove (Bertrand Burgalat Version) – 5:27
5. Freelove (Schlammpeitziger "Little Rocking Suction Pump Version") – 6:50
6. Zenstation (Atom's Stereonerd Remix) – 5:35

DVD (Europa, Stati Uniti)
- Video

1. Freelove Live (Plus Four Short Films) – 6:57

- Audio

1. Breathe (Live) – 5:32
2. The Dead of Night (Live) – 5:08

12" (Europa)
- Lato A

1. Freelove (Console Remix)
2. Freelove (Schlammpeitziger "Little Rocking Suction Pump Version") – 6:53
3. Zenstation (Atom's Stereonerd Remix) – 5:39

- Lato B

1. Freelove (Bertrand Burgalat Version) – 5:30
2. Freelove (DJ Muggs Remix) – 4:28

## Formazione
Hanno partecipato alle registrazioni, secondo le note di copertina di Exciter:
Gruppo
- Dave Gahan – voce
- Martin Gore – strumentazione, voce
- Andrew Fletcher – strumentazione

Altri musicisti
- Airto Moreira – percussioni

Produzione
- Mark Bell – produzione, drum machine
- Gareth Jones – ingegneria del suono, pre-produzione, produzione aggiuntiva
- Paul Freegard – pre-produzione, produzione aggiuntiva
- Steve Fitzmaurice – missaggio
- Boris Aldridge – assistenza tecnica (Londra)
- Andrew Davies – assistenza tecnica (Londra)
- Andrew Griffiths – assistenza tecnica (Londra)
- Nick Sevilla – assistenza tecnica (Santa Barbara)
- Lisa Butterworth – assistenza tecnica (Santa Barbara)
- Jonathan Adler – assistenza tecnica (New York)
- Alissa Myhovwich – assistenza tecnica (New York)
- James Chang – assistenza tecnica (New York)
- Mike Marsh – mastering
- Anton Corbijn – fotografia, copertina, direzione artistica
- Form – design

## Classifiche
| Classifica (2001)                 | Posizione massima |
| --------------------------------- | ----------------- |
| Austria                           | 61                |
| Belgio (Vallonia)                 | 30                |
| Danimarca                         | 5                 |
| Finlandia                         | 11                |
| Francia                           | 52                |
| Germania                          | 8                 |
| Italia                            | 3                 |
| Paesi Bassi                       | 65                |
| Regno Unito                       | 19                |
| Spagna                            | 3                 |
| Stati Uniti (dance club)          | 1                 |
| Stati Uniti (dance singles sales) | 9                 |
| Svezia                            | 20                |
| Svizzera                          | 67                |